# Дилджит Досандж
Джилджит Досандж (в.-пандж. ਦਿਲਜੀਤ ਦੋਸਾਂਝ, англ. Diljit Dosanjh, род. 6 января 1984 года, Досандж Калан, Индия) — индийский певец, актёр и телеведущий. Является одной из главных звёзд в музыкальной индустрии на языке панджаби.

## Биография
Джилджит родился в деревне Досандж Калан в сикхской семье. Его отец, Балбир Сингх, был сотрудником Punjab Roadways в отставке, а мать Суквиндер Каур — домохозяйка. У него также есть старшая сестра и младший брат. В Досандж Калан он провел раннее детство, а потом переехал в город Лудхиана, где он получил среднее образование, включая диплом общественной школы имени Шри Гуру Харкришан. Во время учёбы, он начал исполнять киртан (религиозную музыку сикхов) в местных гурдварах.
В 2004 году Дилджит выпустил дебютный альбом Ishq Da Uda Ada под лейблом Finetone Cassettes, подразделении T-Series. Руководитель компании Раджиндер Сингх, который помог ему дебютировать на региональном уровне, предложил ему сменить произношение имени на Дилджит вместо Далджит. В том же году выпустился второй альбом Dil (рус. Сердце)
В 2005 году выпустил третий альбом Smile, с такими хитами как «Nachh Diyan Alran Kuwariyan» и «Paggan Pochviyan Wale» стали популярными в регионе и у панджабиязычной диаспоры. В 2010 году выпустил альбом The Next Level с девятью песнями. В том же году он дебютировал как закадровый исполнитель в фильме Mel Karade Rabba с Джимми Шергилом в главной роли.
В 2011 году Дилджит дебютировал как актёр в региональном кинематографе в фильме The Lion of Punjab, который однако провалился в прокате, но песня «Lak 28 Kudi Da» имела огромный успех. Эта песня, которую он спел с рэпером Йо Йо Хани Сингх, заняла первое место в чарте среди официальных скачиваний азиатских песен в США. В том же году вышел фильм Jihne Mera Dil Luteya, сделавший хорошую кассу, для которого Дилджит исполнил шесть композиций из двенадцати.
В 2012 году музыкант дебютировал в Болливуде в качестве закадрового исполнителя в фильме «Узелок на память» с песней «Pee Pa Pee Pa», также появившись в музыкальном номере этого фильма. В том же году вышел фильм Jatt & Juliet, который стал одним из самых кассовых фильмов в истории пенджабского кинематографа и принёс ему награду в номинации за лучшую мужскую роль на местной кинопремии PTC Punjabi Film Award. В 2013 году состоялась премьера видеоклипа на песню «Proper Patola» на видеоканале Vevo, став первой песней на панджаби вышедшей на этом канале и набрав один миллион просмотров. В следующем году на экраны вышел фильм Punjab 1984, основанный на реальных событиях пенджабского мятежа в 1984-1986 годах. Фильм получил Национальную кинопремию в номинации за лучший фильм на панджаби. В том же году Дилджит стал первым южно-азиатским артистом, который посещал штаб-квартиры Google, Facebook, Twitter, YouTube и Instagram в один и тот же день.
В 2016 году Дилджит дебютировал как актёр в Болливуде, сыграв полицейского-сикха в картине «Летящий Пенджаб». Незадолго до премьеры Центральный совет по сертификации фильмов посчитал, что фильм представляет Пенджаб в негативном свете, и потребовал обширной цензуры до релиза, а высший суд Бомбея позже удалил одну сцену. Музыкант также исполнил в фильме одну из песен.
В 2017 году вышел фильм Phillauri, где он сыграл главную роль вместе с Анушкой Шарма. Картина имела коммерческий успех и неоднозначные оценки критиков.
В том же году он был членом жюри телепрограммы Rising Star, индийской версии телепередачи «Артист»
В 2018 году вышел фильм «Welcome To New York» в паре с Сонакши Синха, но фильм получил негативные отклики и провалился в прокате.
В том же году вышел фильм «Боец», где он сыграл игрока хоккея на траве Сандипа Сингха, фильм имел коммерческий успех и стал для него первым хитом в Болливуде в качестве главного героя
Сейчас Дилджит гастролирует по стране и даёт концерты за рубежом для пенджаби-язычной диаспоры.

## Дискография
- 2000 — Ishq Da Uda Adaa
- 2004 — Dil
- 2005 — Smile
- 2006 — Ishq Ho Gaya
- 2008 — Chocolate
- 2009 — The Next Level
- 2012 — Sikh (религиозный альбом)
- 2012 — Back 2 Basics
- 2013 — Sikh 2 (религиозный альбом)
- 2018 — CON.FI.DEN.TIAL

## Фильмография

### В качестве певца
- Mel Karade Rabba[англ.] (2010) — «Punjabi Munde»
- The Lion of Punjab (film)[англ.] (2011) — «Lak 28 Kudi Da», (feat. Йо Йо Хани Сингх), «Lions Of Punjab», «Ishaq Tilasmi Jaadu» (feat. Риту Патхак), «Wow Wow» (feat. Риту Патхак), «Gore Gore», «Aj Tenu Nachna Di»
- Jihne Mera Dil Luteya[англ.] (2011) — «Fukre», «Jitthe Ho Jiye Khadde» (дуэт с Гиппи Гревал), «Jhanjhar», «Supna», «Aakadd Dikhawe», «Yaari Nalo Vadh Cheez»
- Узелок на память[англ.] (2012) — «Pee Pa Pee Pa Ho Gaya»
- Mere Dad Ki Maruti[англ.] (2012) — «Mere Dad Ki Maruti»
- Сумасшедшая семейка 2[англ.] — «Aidaan Hi Nachna»
- Eh Janam Tumhare Lekhe[англ.] (2015) — «Sunn Ve Poorna»
- Блистательный Сингх[англ.] (2015) — «Tung Tung Baje»
- Летящий Пенджаб (2016) — «Ik Kudi»
- Нур[англ.] (2017) — «Move Your Lakk» (трио с Сонакши Синха, Бадшах)
- Филлаури[англ.] (2017) — «Naughty Billo»
- Тесная связь[англ.] (2017) — «Sadda Move»
- Когда Гарри встретил Седжал (2017) — «Raula»
- Добро пожаловать в Нью-Йорк[англ.] (2018) — «Pant Mein Gun»
- Namaste England[англ.] (2018) — «Proper Patola»

### В качестве актёра
| Год  |   | Русское название            | Оригинальное название          | Роль                      |
| ---- | - | --------------------------- | ------------------------------ | ------------------------- |
| 2011 | ф | Пенджабский лев             | The Lion of Punjab (пандж.)    | Автар Сингх               |
| 2011 | ф |                             | Jihne Mera Dil Luteya          | Сурнур Сингх Рандхава     |
| 2012 | ф |                             | Jatt & Juliet                  | Фатех Сингх               |
| 2013 | ф |                             | Saadi Love Story               | Раджвир / Билла           |
| 2013 | ф |                             | Jatt & Juliet 2                | Фатех Сингх               |
| 2014 | ф | Диско Сингх                 | Disco Singh                    | Латту Синх                |
| 2014 | ф | Пенджаб 1984                | Punjab 1984 (пандж.)           | Шивджит Сингх Манн / Шива |
| 2015 | ф |                             | Sardaarji                      | Джагги                    |
| 2015 | ф |                             | Mukhtiar Chadha (пандж.)       | Муктхтиар Чадха           |
| 2016 | ф |                             | Ambarsariya (пандж.)           | Джатт Амбарсария          |
| 2016 | ф | Летящий Пенджаб             | Udta Punjab                    | Сартаадж Сингх            |
| 2016 | ф |                             | Sardaarji 2 (пандж.)           | Джагги / Атра / Саткаар   |
| 2017 | ф | Филлаури                    | Phillauri                      | Руп Лал "Пхиллаури"       |
| 2017 | ф | Супер сикх                  | Super Singh (пандж.)           | Сааджан Сингх, просто Сэм |
| 2018 | ф | Добро пожаловать в Нью-Йорк | Welcome in New York 3D         | Теджи                     |
| 2018 | ф | Рекрут Саджан Сингх         | Sajjan Singh Rangroot (пандж.) | Саджан Сингх              |
| 2018 | ф | Боец                        | Soorma                         | Сандип Сингх              |
| 2019 | ф |                             | Good Newwz                     | Хани Батра                |
| 2020 | ф |                             | Suraj Pe Mangal Bhari          | Сурадж Сингх Дхиллон      |
| 2021 | ф |                             | Jodi (пандж.)                  |                           |
| 2021 | ф |                             | Honsla Rakh (пандж.)           |                           |